# PolyGram Filmed Entertainment
PolyGram Filmed Entertainment (PFE) was van 1980 tot 1998 een Brits-Nederlandse filmproductiemaatschappij. 

## Geschiedenis
De maatschappij had haar hoofdkantoor in Londen en was onderdeel van het Nederlandse muziekconcern PolyGram, eigendom van Philips. 
Nadat het moederbedrijf in 1998 verkocht was aan het Canadese mediaconcern Seagram, kwam PolyGram FE onder supervisie te staan van Universal Studios. Al snel werd het bedrijf niets meer dan een label. In 2001 – één jaar na de vorming van Vivendi Universal uit Vivendi en Seagram – werd PFE opgeheven en de bezittingen werden overgenomen door Universal Studios.

## Producties
De meeste producties werden in het Verenigd Koninkrijk verzorgd. PFE is onder meer bekend van de film Elizabeth over het leven van koningin Elizabeth I van Engeland. Enkele van de meest succesvolle films waren An American Werewolf in London (1981), Flashdance (1983), Four Weddings and a Funeral (1994), Dead Man Walking (1995), Fargo (1996), Trainspotting (1996) en Notting Hill (1999).

## Productiebedrijven
- Working Title Films (Verenigd Koninkrijk), overgenomen in 1991
- Propaganda Films (Verenigde Staten), overgenomen in 1991
- Interscope Entertainment (Verenigde Staten)
- Gramercy Pictures
- A&M Films
- Island Pictures
- Cinéa (Frankrijk)